# Ligue féminine d'action sociale
La Ligue Féminine d'Action Sociale était une organisation de femmes en Haïti, fondée en 1934,. Elle a été fondée par la principale suffragette Yvonne Sylvain en 1934. C'était la première organisation féministe en Haïti et a joué un rôle important dans la lutte pour le suffrage des femmes, qui a finalement été introduite en 1950.

## Histoire
Dans ce contexte d'opposition continue des femmes à l' occupation militaire américaine d'Haïti (1915-1934), Alice Garoute fait partie des fondatrices en 1934 de la Ligue Féminine d'Action Sociale (alias Feminine League for Social Action ) et de sa présidente à partir de 1941. Elle a prononcé plusieurs discours passionnés et bien documentés à l'Assemblée nationale pour la pleine égalité des femmes étayant ses arguments avec les différentes conventions signées par Haïti en faveur des droits des femmes.

Outre Alice Garoute, les membres fondateurs de la Ligue comprenaient : Madeleine Sylvain, Fernande Bellegarde, Thérèse Hudicourt, Esther Dartigue, Alice Téligny Mathon, Marie-Thérèse Colimon, Marie-Thérèse Poitevien et Yvonne Hakim-Rimpel, dont plusieurs étaient des enseignantes d'origine sociale élitiste. . En avril 1935, Esther Dartigue est sollicitée par la Ligue pour donner une conférence sur l'éducation des femmes en Haïti, tenue au Centre d'Études Universitaires, et déclare que malheureusement les femmes sont peu éduquées. (Seulement 3% des filles des districts ruraux fréquentaient l'école et beaucoup d'entre elles ont abandonné par la suite, et jusqu'en 1944, il n'y avait pas d'école secondaire pour filles dans les zones urbaines. ) Le discours a fait sensation et a été largement couvert par les journaux nationaux.
Les objectifs de la ligue ont été soutenus par la gauche politique et comprenaient: plus d'écoles pour les filles, l'égalité des femmes dans le droit de la famille, un salaire égal pour un travail égal, le droit de vote pour les femmes, des syndicats libres et un ministère du Travail avec un bureau des femmes. La Ligue a été interdite par le gouvernement quelque temps après sa fondation, mais a été rétablie lorsqu'elle a accepté d'étudier ses objectifs au lieu de les mettre en œuvre immédiatement. La ligue est reconnue pour avoir fait campagne avec succès pour le droit de vote des femmes qui a finalement été accordé en 1957.

## Le premier congrès des femmes haïtiennes
Le Premier Congrès des femmes haïtiennes est organisé par la Ligue du 10 au 14 avril 1950 sous l'œil attentif de sa présidente d'honneur, la Première Dame Lucienne Heurtelou Estimé. Alice Garoute a offert une allocution particulièrement passionnée sur l'état de l'éducation des femmes haïtiennes au cours de laquelle elle a soutenu que celles qui avaient été scolarisées depuis 1940 dans les trois écoles privées qui les avaient accueillies avaient fait aussi bien que les hommes. Elle a également déploré que les femmes en Haïti à son époque aient été traitées aussi mal que pendant le Code Noir de Napoléon (alias Code Noir de Napoléon) : "comme les enfants et les malades mentaux". Lors de la cérémonie de clôture du Congrès, Alice Garoute et d'autres femmes notables ont déposé une liste officielle de leurs revendications.